# Пежакі
Пежакі (пол. Pierzaki) — село в Польщі, у гміні Житно Радомщанського повіту Лодзинського воєводства.
Населення — 176 осіб (2011).
У 1975-1998 роках село належало до Ченстоховського воєводства.

## Демографія
Демографічна структура станом на 31 березня 2011 року:
|          | Загалом | Допрацездатний вік | Працездатний вік | Постпрацездатний вік |
| -------- | ------- | ------------------ | ---------------- | -------------------- |
| Чоловіки | 84      | 19                 | 53               | 12                   |
| Жінки    | 92      | 15                 | 53               | 24                   |
| Разом    | 176     | 34                 | 106              | 36                   |